# Reino de Pérsis
O Reino de Pérsis foi um Estado vassalo do Império Arsácida que floresceu na antiga região de Pérsis. Seus reis, comumente chamados daraiânidas por conta do nome do seu fundador, reinaram do século II a.C. até 224 d.C., quando foram derrubados pelo Império Sassânida. Efetivamente formaram alguma continuidade dinástica persa entre o Império Aquemênida (550–330 a.C.) e o Império Sassânida (224–651).

## História
Pérsis (também conhecida como Pars), uma região no sudeste do planalto iraniano, era a pátria de um ramo sudoeste dos povos iranianos, os persas. Também foi o berço do Império Aquemênida Serviu como centro do império até sua conquista pelo rei macedônio Alexandre, o Grande (r. 336–323 a.C.). Desde o final do século III ou início do II a.C., Pérsis foi governada por dinastias locais sujeitas ao helenístico Império Selêucida. Essas dinastias detinham o antigo título persa de frataraca ("líder, governador, precursor"), que já é atestado na Era Aquemênida. Mais tarde, o frataraca Autofradates II (fl.  138 a.C.) foi feito um vassalo do Império Arsácida. Os frataracas foram logo depois substituídos pelos reis de Pérsis, provavelmente com a ascensão do monarca arsácida Fraates II (r. 132–127 a.C.). Ao contrário dos frataracas, os reis usaram o título de xá ("rei") e lançaram as bases para uma nova dinastia, que pode ser rotulada de daraiânidas.

### Sub-reis do Império Arsácida
De acordo com Estrabão, os primeiros reis de Pérsis eram tributários dos governantes selêucidas, até c. 140 a.C., quando os partos conquistaram a região:
| “ | Os persas têm reis que estão sujeitos a outros reis, antes dos reis da Macedônia, mas agora aos reis dos partos. | ” |
|   | — Estrabão, Geografia, XV.3.24.                                                                                  |   |

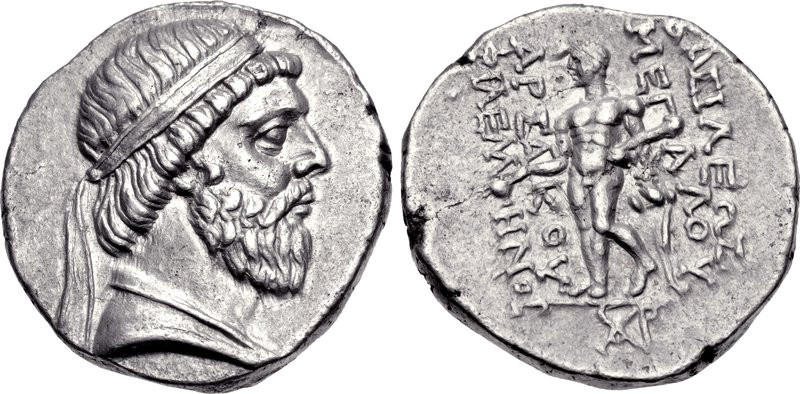
Tetradracma de

O Império Arsácida então assumiu o controle de Pérsis sob o xainxá Mitrídates I (ca.  171–138 a.C.), mas visivelmente permitiu que os governantes locais permanecessem e permitiu a emissão de moedas com o título de Mlk ("Rei"). A partir de então, a cunhagem dos reis se tornaria bastante parta em caráter e estilo. Sob os partas, essas dinastias foram chamadas de reis e seu título apareceu em suas moedas: por exemplo dʾryw MLKʾ BRH wtprdt MLKʾ (Dário, o Rei, filho de Autofradates, o Rei). A influência arsácida é muito clara na cunhagem, e Estrabão também relata (XV.3.3) que durante o tempo de Augusto (r. 27 a.C.–14 d.C.), os reis dos persas eram tão subservientes aos partas quanto antes aos macedônios:
| “ | Mas depois diferentes príncipes ocuparam diferentes palácios; alguns, como era natural, menos suntuosos, depois que o poder de Pérsis foi reduzido primeiro pelos macedônios e, em segundo lugar, ainda mais pelos partos. Pois, embora os persas ainda tenham um governo real e um rei próprio, seu poder está muito diminuído e estão sujeitos ao rei da Pártia. | ” |
|   | — Estrabão, Geografia, XV.3.3. |   |

### Estabelecimento do Império Sassânida

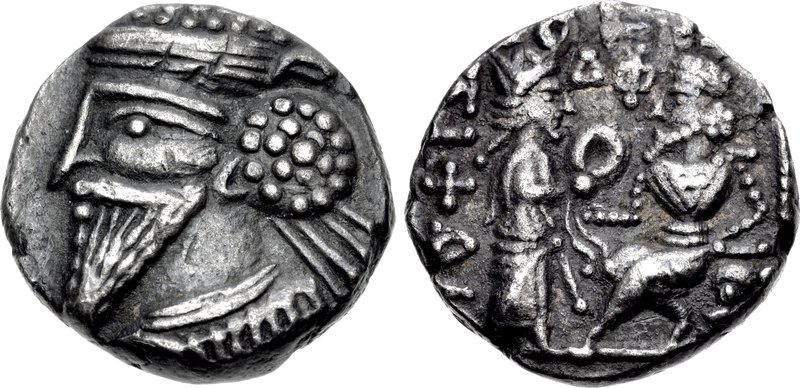
Tetradracma de

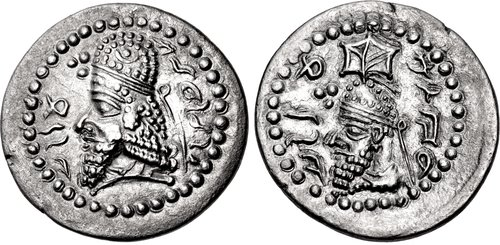
Dracma de Sapor com sua efígie e de seu pai

Sob Vologases V (r. 191–208), o Império Parta estava em declínio, devido as guerras com os romanos, guerras civis e revoltas regionais. O imperador romano Sétimo Severo (r. 193–211) invadiu os domínios partas em 196, e dois anos depois fez o mesmo, desta vez saqueando a capital parta de Ctesifonte. Ao mesmo tempo, revoltas ocorreram em Média e Pérsis. O iranólogo Touraj Daryaee argumenta que o reinado de Vologases V foi "o ponto de virada na história arsácida, em que a dinastia perdeu muito de seu prestígio." Os reis de Pérsis eram agora incapazes de depender de seus senhores partas enfraquecidos. De fato, em 205/6, um governante persa local chamado Pabeco se rebelou e derrubou o governante bazrânguida de Pérsis, Gochir, tomando Estacar para si. De acordo com o historiador iraniano medieval Tabari (m. 923), foi por insistência de seu filho Artaxer que Pabeco se rebelou. No entanto, Daryaee considera esta afirmação improvável, e afirma que foi na realidade Sapor que ajudou Pabeco a capturar Estacar, como demonstrado pela cunhagem deste último que tem retratos de ambos.
Lá, Pabeco nomeou seu filho mais velho Sapor como seu herdeiro. Isso causou a antipatia de Artaxer, que se tornou o comandante de Darabeguerde após a morte de Tiri. Artaxer em um ato de desafio, partiu para Ardaxir-Cuarrá, onde se fortificou, preparando-se para atacar seu irmão Sapor após a morte de Pabeco.[a] Pabeco morreu de causas naturais em algum momento entre 207 e 210 e foi sucedido por Sapor, que se tornou rei de Pérsis. Após sua morte, tanto Artaxer quanto Sapor começaram a cunhar moedas com o título de "rei" e o retrato de Pabeco. O observo das moedas de Sapor tinha a inscrição "(Sua) Majestade, rei Sapor" e o reverso tinha "filho de (Sua) Majestade, rei Pabeco". O reinado de Sapor, no entanto, foi curto; morreu sob condições obscuras em 211/2. Artaxer assim sucedeu Sapor como Artaxer V, e passou a conquistar o resto do Irã, estabelecendo o Império Sassânida em 224 como Artaxer I.

## Cunhagem
A cunhagem dos reis de Pérsis consiste em retratos individualizados dos governantes no anverso, e muitas vezes os governantes mostrados em um papel devocional no verso. O estilo das moedas é muitas vezes influenciado pela cunhagem parta, particularmente no que diz respeito ao vestido e ao capacete dos governantes. Uma legenda reversa em aramaico, usando a escrita aramaica, dá o nome do governante e seu título (𐡌𐡋𐡊 mlk: Rei), e muitas vezes seu relacionamento com um governante anterior. As legendas das moedas são escritas da direita para a esquerda, envolvendo a cena central no sentido anti-horário:
|  | Legenda, escrita da direita à esquerda, em sentido anti-horário: 𐡃‬𐡀𐡓𐡉‬‬𐡅‬ 𐡌𐡋‬𐡊‬ 𐡁𐡓𐡄 𐡅‬𐡕‬𐡐‬𐡓‬𐡃‬𐡕 𐡌‬𐡋𐡊‬‬ ← → d’ryw mlk' brh wtprdt mlk’ "Dario, o rei, filho de Autofradates, o rei" |

## Reis de Pérsis
Os reis de Pérsis foram precedidos pelos frataracas. A lista de reis é conhecida principalmente pela sequência de moedas, e apenas alguns reis são mencionados em fontes literárias antigas.
| Nome                                | Data           | Cunhagem | Laços familiares          |
| ----------------------------------- | -------------- | -------- | ------------------------- |
| Dario I                             | século II a.C. |          | ?                         |
| Autofradates III                    | século I a.C.  |          | ?                         |
| Dario II                            | século I a.C.  |          | Filho de Autofradates III |
| Artaxerxes II                       | século I a.C.  |          | Filho de Dario II         |
| Oxatres I                           | século I d.C.  |          | Filho de Dario II         |
| Pácoro I                            | século I d.C.  |          | Filho de Oxatres I        |
| Pácoro II                           | século I d.C.  |          | ?                         |
| Namopates                           | século I d.C.  |          | Filho de Artaxerxes II    |
| Capate                              | século I d.C.  |          | Filho de Namopates        |
| Rei incerto II                      | século I d.C.  |          | ?                         |
| Autofradates IV                     | século II      |          | ?                         |
| Manuchir I                          | século II      |          | ?                         |
| Artaxerxes III                      | século II      |          | Filho de Manuchir I       |
| Manuchir II                         | século II      |          | Filho de Artaxerxes III   |
| Rei incerto III / Talvez Pácoro III | século II      |          | ?                         |
| Manuchir III                        | século II      |          | Filho de Manuchir II      |
| Artaxerxes IV                       | século II      |          | Filho de Manuchir III     |
| Oxatres II                          | c. 206-210     |          | ?                         |
| Sapor                               | século III     |          | Filho de Pabeco           |
| Artaxer V                           | século III     |          | Filho de Pabeco           |